# Vassil Dobrev
Vassil Dobrev là 1 nhà Ai Cập học người Pháp chuyên nghiên cứu về Ai Cập cổ đại. Ông là người đầu tiên cho rằng tượng Đại Nhân sư ở Giza được pharaoh Djedefre cho xây dựng để tưởng nhớ cha mình là vua Khufu, vị vua chủ nhân của kim tự tháp lớn Giza sau khi ông qua đời. Dobrev đã mất đến 20 năm nghiên cứu về việc này, ông cho rằng Nhân sư mang đầu vua Khufu ý là Khufu được đồng hoá với thần Mặt trời.